# Pornochanchada
Pornochanchada (pronunție în portugheză [poʁnoʃɐ̃ˈʃadɐ]) este numele dat unui gen de filme de comedie sexuală produse în Brazilia, gen care a fost popular începând cu sfârșitul anilor 1960, după popularitatea filmelor în genul commedia sexy all'italiana. În anii 1980, marcați de o disponibilitate largă a pornografiei hardcore prin casete video clandestine, genul a suferit un declin considerabil. Denumirea este formată din cuvintele porno și chanchada (comedie ușoară), așa cum combină comedia si erotismul.
Filme pornochanchada au fost produse masiv în cartierul central din São Paulo care a fost poreclit Boca do Lixo. Genul a fost de obicei considerat ca o parte din filmele cu buget redus produse acolo, cunoscute coletiv sub numele de Mouth of Garbage Cinema. Mai târziu, au fost realizate producții și la Rio de Janeiro, creând subgenul pornochanchada carioca  cu vedeta Alba Valeria la începutul anilor 1980.
Filmele au fost, în general, asemănătoare comediilor sexuale produse în alte țări (Italia, Germania, Spania, SUA, Argentina, Mexic etc.), dar au prezentat și unele particularități braziliene.

## Vedete
Cele mai proeminente actrițe au fost Helena Ramos, Aldine Müller, Matilde Mastrangi, Sandra Brea, Nicole Puzzi, Monique lafond, Nádia Lippi, Patrícia Scalvi, Rossana Ghessa, zilda Mayo, Zaira Bueno, Kate Lyra, Vanessa Alves, Meire Vieira, Adele Fátima și Marta Anderson. După sfârșitul erei pornochanchada, aceste vedete au început să joace în telenovele și / sau în multe alte genuri cinematografice. Actori precum Vera Fischer și Sônia Braga au apărut, de asemenea, în filme pornochanchada. Cei mai populari actori au fost David Cardoso (prezentat ca simbol al machismo-ului brazilian, care a fost și regizor și proprietar al companiei de producție Dacar) și Nuno Leal Maia. Printre cei mai cunoscuți regizori ai genului au fost Ody Fraga, Tony Vieira și Jean Garret.

## Influența politicii
În ciuda condițiilor de cenzură strictă în Brazilia în acea epocă datorită dictaturii militare din Brazilia, compania de film Embrafilme a fost în general dornică să sprijine producțiile pornochanchadas, pentru că nu erau critice față de guvern și nu descriau sexul explicit. Producătorii au devenit din ce în ce mai dependenți de pornochanchadas pentru a concura cu filme americane și pentru a garanta încasări imediate. Pe măsură ce succesul genului a crescut, termenul a început să fie aplicat fără discriminare diferitelor tipuri de filme care s-au axat pe relații sexuale. Unele adaptări ale lui Nelson Rodrigues au fost printre astfel de filme.
După încheierea regimului militar în 1985, au fost introduse măsuri represive asupra cinematografiei și televiziunii, marcând un final virtual pentru pornochanchada. Constituția braziliană din 1988 și încheierea ulterioară a Embrafilme de către guvernul Fernando Collor  în 1990, au marcat sfârșitul erei nudității și sexului ca mijloc de a atrage publicul larg în filmele braziliene. A adus la sfârșitul unei generații de regizori, scriitori și actori asociați începând cu anii 1960 cu mișcarea Cinema Novo, dintre care mulți erau implicați la un moment dat în filmele pornochanchadas.

## Filme notabile
- A Árvore dos Sexos (regia Sílvio de Abreu, 1977)
- Histórias Que Nossas Babás Não Contavam (regia Oswaldo de Oliveira, 1979)
- The Virgin and the Macho Man (regia José Mojica Marins, 1974)